# Казма-Казма
Казма-Казм  — український авангардний музичний гурт, створений у Харкові в 1991 році Євгеном Ходошем. Вважається найвидатнішою групою харківської незалежної сцени свого часу, випускники цієї музичної групи стали впливовими в українській музиці; флейтист Дмитро Куровський заснував довготривалий український гурт Фоа-Хока, в той час, як контрабасист Олег Михайлюта став учасником ТНМК. Казма-Казма був головним гравцем харківського музичного об'єднання "Нова Сцена"; назва "Нова Сцена" згодом стала асоціюватися у західної аудиторії з експериментальною андеграундною музикою України.

## Історія
Музичний колектив "Казма-Казма" був заснований 1991 року мультиінструменталістом Євгеном Ходошем, колишнім учасником харківських фолк-панк-гуртів "Товарищ" і "Чичка-Дричка", і чернігівським флейтистом Дмитром Куровським. Незабаром до тандему Ходош-Куровський приєдналися колишній барабанщик "Товариша" Євген Ніколаєвський і друзі Куровського з музичної школи-інтернату: Валерій Харківський (валторна), Віталій Шевчук (труба), Євген Баришников (фагот) і Олександр Негодуйко (рояль). Після розширення складу до септету гурт став позиціювати себе як рок-оркестр.
Музика гурту являла собою поєднання традицій пізнього Середньовіччя, спадщини композиторів епохи Відродження і прийомів симфонічного авангарду з фолк-панком і психоделічним роком. Із сучасних музичних колективів певний вплив на творчість справили гурти "АукцЫон" і Mekong Delta. Відмінною рисою гурту стала відсутність бас-гітари.
Протягом 1991 року "Казма-Казма" дає низку концертів по СРСР, зокрема взявши участь у фестивалі радянських інді-гуртів "Индюшата", організованому Олександром Кушніром. Восени в концертному залі Харківського інституту мистецтв (нині Харківський національний університет мистецтв імені І. П. Котляревського) було записано перший альбом гурту, який отримав назву "Пляски трубадуров". Альбом увійшов до складеного Кушніром списку "100 магнітоальбомів радянського року".
Незабаром після виходу "Пляски трубадуров" гурт залишає Дмитро Куровський, який організовує власний гурт "Фоа-Хока". "Казма-Казма" переживає творчу кризу, а склад гурту стає нестабільним. Однак до 1993 року колектив готує матеріал для наступного альбому під назвою "Катакомбы любви". Музика набуває медитативного постіндустріального і дарк-фолкового звучання. Деякий час у складі гурту грав Олег Михайлюта, надалі вокаліст гурту "Танок на майдані Конґо". Остання програма колективу під назвою "Comedy Of Anthone" була створена 1994 року.

## Дискографія
Станом на 2022 рік жоден з їхніх альбомів не перевидавався.
- Пляски трубадуров (1991)
- Катакомбы любви (1993)
- Comedy Of Anthone (1994)